# ITF Future Karlsruhe
Das ITF Future Karlsruhe (offizieller Name 2014–2016: „Mauk Open Karlsruhe“, bis 2013 und ab 2017 „Karlsruhe Open“) ist ein seit 2011 jährlich stattfindendes Tennisturnier in Karlsruhe, das mit 15.000 US-Dollar (bis 2016 10.000 US-Dollar) dotiert ist. Es ist Teil der ITF Future Tour und wird im Freien auf Sandplatz ausgetragen. Ausrichter des Turniers ist der Karlsruher Eislauf- und Tennisverein auf seiner Platzanlage am Kühlen Krug.

## Liste der Sieger

### Einzel
| Jahr | Sieger           | Finalgegner       | Ergebnis       |
| ---- | ---------------- | ----------------- | -------------- |
| 2019 | Julian Lenz      | Andrea Pellegrino | 6:3, 6:73, 6:3 |
| 2018 | Iwan Gachow      | Paul Wörner       | 7:64, 6:3      |
| 2017 | Jan Choinski     | Máté Valkusz      | 6:2, 6:4       |
| 2016 | Marc Giener      | Yannick Hanfmann  | 2:6, 6:1, 6:3  |
| 2015 | Javier Martí     | Sandro Ehrat      | 6:1, 6:2       |
| 2014 | Yannick Hanfmann | Jan Choinski      | 7:5, 6:1       |
| 2013 | Steven Moneke    | Peter Torebko     | 6:2, 3:6, 6:3  |
| 2012 | Bastian Knittel  | Jeremy Jahn       | 3:6, 6:1, 7:67 |
| 2011 | Steven Moneke    | Nils Langer       | 6:1, 6:3       |

### Doppel
| Jahr | Sieger                              | Finalgegner                              | Ergebnis          |
| ---- | ----------------------------------- | ---------------------------------------- | ----------------- |
| 2019 | Boris Arias Korey Lovett            | Alexander Merino Manuel Peña López       | 6:3, 7:64         |
| 2018 | Hugo Voljacques Kai Wehnelt         | Tomás Martín Etcheverry Alejo Vilaro     | 7:5, 7:5          |
| 2017 | Florian Fallert Peter Heller        | Dan Added Hugo Daubias                   | 6:2, 6:76, [10:7] |
| 2016 | Johannes Härteis Hannes Wagner      | Roberto Cid Subervi Naoki Nakagawa       | 6:3, 7:5          |
| 2015 | Johannes Härteis Hannes Wagner      | Wladyslaw Manafow Laslo Urrutia Fuentes  | 7:65, 3:6,10:5    |
| 2014 | Dominique Maden Yannick Maden       | Adrian Obert Paul Wörner                 | 6:3, 6:1          |
| 2013 | Steven Moneke Laslo Urrutia Fuentes | Lukáš Maršoun Dominik Süč                | 4:6, 7:5, 10:7    |
| 2012 | Bastian Knittel Albano Olivetti     | Giorgio Portaluri François-Arthur Vibert | 6:4, 6:4          |
| 2011 | Nils Langer Florian Fallert         | Matthias Kolbe Kevin Krawietz            | 6:3, 6:4          |